# Strömningsförlust
Strömningsförluster eller höjdförluster kallas de energiförluster som uppträder i strömmande media, till exempel kanalströmning och rörströmning. Strömningsförluster beror på fluidens viskositet och brukar betecknas med hf i till exempel Bernoullis ekvation. Strömningsförlusten är produkten av fallet och sektionslängden.
{\displaystyle h_{f}=I\cdot L}
där
hf = Strömningsförlust (mVp)
I = Fall (-) 
L = Längd (m)

## Strömningsförlust och tilläggsförlust
Inom rörströmningen brukar man dock skilja på vanliga strömningsförluster (hf) och tilläggsförluster (ht). Det förstnämnda avser då de vanliga strömningsförlusterna, som alltid förekommer vid stationär strömning i raka rör. Tilläggsförlusterna avser då de strömningsförluster som alltid uppkommer i samband med till exempel sektionsökningar, sektionsminskningar, rörböjar och brotrummepassager.  Eventuella tilläggsförluster adderas till de vanliga strömningsförlusterna vid beräkning av fallet.
{\displaystyle h_{total}=\Sigma h_{f}+\Sigma h_{t}}
där
htotal = Total energiförlust (mVp)
hf = Strömningsförlust (mVp)
ht = Tilläggsförlust (mVp)

Inom rörströmningen blir då den totala höjdförlusten:
{\displaystyle h_{total}=I\cdot L}
där
htotal = Total energiförlust (mVp)
I = Fall (-)
L = Längd (m)